# Piccole cose (J-Ax e Fedez)
Piccole cose è un singolo dei rapper italiani J-Ax e Fedez, pubblicato il 20 gennaio 2017 come terzo estratto dall'album in studio Comunisti col Rolex.

## Descrizione
Il brano, scritto da J-Ax e Fedez con Roberto Casalino e il duo di produttori Takagi & Ketra, vede la partecipazione vocale della cantante Alessandra Amoroso. Tematicamente il brano tratta l'argomento delle piccole cose, vale a dire quei dettagli che, a causa delle mille distrazioni di tutti i giorni, si tende a trascurare, ma che in realtà sono importanti ed indispensabili, come dei piccoli pezzi di un puzzle che sono in grado di dare forma e sostanza all'essere umano.

## Video musicale
Il videoclip diretto da Mauro Russo, è stato pubblicato sul canale YouTube dei rapper il 20 gennaio 2017.
Nelle prime 24 ore di pubblicazione, il video ha ottenuto 1.404.954 visualizzazioni su Vevo, conquistando il record di maggiori visualizzazioni in un giorno per un artista italiano.

## Tracce
Testi e musiche di Alessandro Merlo, Fabio Clemente, Roberto Casalino, Federico Leonardo Lucia e Alessandro Aleotti.
1. Piccole cose (feat. Alessandra Amoroso) – 3:35

## Classifiche

### Classifiche settimanali
| Classifica (2017) | Posizione massima |
| ----------------- | ----------------- |
| Italia            | 3                 |

### Classifiche di fine anno
| Classifica (2017) | Posizione massima |
| ----------------- | ----------------- |
| Italia            | 44                |